# Bleekkoprosella
De bleekkoprosella (Platycercus adscitus) is een vogel uit de familie Psittaculidae (papegaaien van de Oude Wereld).

## Kenmerken
De vogel heeft een lengte van 33 cm en heeft een geelwitte kop en een hemelsblauwe keel, borst en buik, net als de slagpennen van de staart en de vleugels. De onderstaartdekveren hebben een rode kleur. De mantelveren zijn zwart met gele, geschubde randen. Tevens bevindt zich op de schouder een grote zwarte vlek. De witte wangvlekken zijn aan de onderzijde door blauw gebandeerd. De grasgroene stuit is zwak zwartgestreept. De ogen zijn donkerbruin, de snavel is grijsgeel en de poten donkergrijs.

## Voortplanting
Het vrouwtje legt vier tot zes witte eieren in een holte van een boom of boomstronk en bebroedt deze vanaf september tot december.

## Verspreiding en leefgebied
Deze soort komt voor in noordoostelijk en oostelijk Australië en telt twee ondersoorten:
- P. a. adscitus: Kaap York (noordoostelijk Australië).
- P. a. palliceps: van oostelijk Queensland tot noordelijk New South Wales.

## Status
De grootte van de populatie is niet gekwantificeerd maar de soort wordt omschreven als zeer talrijk in een groot deel van zijn verspreidingsgebied. Op de Rode lijst van de IUCN heeft deze soort de status niet bedreigd.